# گله‌داری و گاوداری مل‌بره
گله‌داری و گاوداری مل‌بره یک روستا در ایران است که در دهستان کربال واقع شده‌است. گله‌داری و گاوداری مل‌بره ۶۰ نفر جمعیت دارد.